# Естадио Генерал Пабло Рохас
Естадио „Генерал Пабло Рохас“ (на испански: Estadio General Pablo Rojas) е футболен стадион в Асунсион, Парагвай.
На него играе домакинските си мачове отборът на Серо Портеньо. Капацитетът му е 25 000 зрители, размерите на терена са 104 x 68 м. Наречен е на Пабло Рохас, бивш президент на „Серо Портеньо“. Прякорът на стадиона е „Бойлера“.